# Giovanni Valentini (artista)
Giovanni Valentini (Galatina, 15 gennaio 1939 – Rivergaro, 25 giugno 2021) è stato un artista italiano, che ha percorso i principali momenti dell'avanguardia internazionale dal 1958 ad oggi, primo artista ad aver usato il termine cyborg, coniato nei primi anni sessanta da due scienziati americani..

## La formazione
Compie i suoi studi giovanili tra le città di Lecce (diploma Istituto Artistico superiore - 1959), Napoli (Magistero Artistico - 1961 e Studi presso l'Accademia di Belle Arti), e Milano (studi presso l'Accademia di Belle Arti). Nel 1959 stringe amicizia con Lucio Fontana e frequenta il suo studio; sempre nel 1959 conosce l'amico Gianni Colombo. Intorno agli anni sessanta stringe amicizia con Silvio Ceccato e conosce Roberto Sanesi e Bruno Munari, i quali sono colpiti dalla precocità del suo pensiero e lo convincono a stabilirsi a Milano. Sempre negli stessi anni inizia ottimi rapporti con Pedro Fiori e Domenico Cara.

## Gli esordi
Negli anni successivi conosce Giulio Carlo Argan, Carmelo Strano, Luciano Inga Pin e Pierre Restany, con il quale mantiene buoni rapporti di stima e dal quale viene invitato nel 1970 a partecipare al decimo anniversario del Nuoveau Réalisme, tenuto nella città di Milano, dove realizza un'opera in onore di Yves Klein.
Inoltre segue studi a carattere scientifico multi disciplinare, conoscendo molti scienziati, tra cui l'astrofisico Cesare Guaita e Silvio Ceccato, collabora con istituti di ricerca e università, tra cui anche l'Università di Pavia (Facoltà di biologia_professor MARCO FRACCARO, e Facoltà di agraria_professor CIFFERRI). Alla biologia e agli studi sulla materia organica, associa l'interesse per la telematica, l'informatica, la cibernetica e l'astronomia. Consegue il diploma di programmatore informatico presso l'EMIT di Milano, a cura della Regione Lombardia e inoltre consegue l'altro diploma di Computer Graphic sempre presso lo stesso ente. Consegue un altro diploma di Computer Graphic (n. 300 ore). "Introduce in anni insospettabili pratiche che oggi andrebbero sotto il nome di nano arte, come ad esempio nell'opera Cristalli, stomi e cellule epidermali di stilo (1978), o in altri lavori con colture di cellule in vitro o esperimenti che impongono riflessioni sulle frontiere della scienza..." (Martina Coletti in D'ARS, nº 202 - giugno 2010). Nelle sue numerose esposizioni in Italia e all'estero Giovanni Valentini intraprende un percorso in cui l'arte si avvale di microscopio e telescopio per svelare le sfaccettature della materia, della complessità della vita e delle sue forme. (Salvatore Luperto nel libro "Giovanni Valentini tra arte e scienza in Cyborg Astrophysics" edito dalla D'ARS ed Eupalino Editore - gennaio 2010).
Valentini utilizza anche il linguaggio informatico per la realizzazione di immagini che evocano lo scenario delle stelle, dei pianeti e dei fenomeni astronomici. Nel 1964 e nel 1966 tiene personali alla galleria Montenapoleone di Milano, poi nel 1967 alla galleria Rizzato-Whitwort-Diagramma di Luciano Inga Pin, per poi passare alla galleria de Il Giorno.
Giovanni Valentini vince il premio san Fedele nel 1971 ed in seguito allestisce una mostra sull'ibernazione, con animali ibernati in congelatori speciali ad azoto liquido, ci sono inoltre radar che registrano il movimento dei visitatori.
Sempre nel 1971 tiene una personale nella galleria Apollinaire di Guido Le Noci a Milano e l'Obelisco a Roma.

## Rassegne
Nel 1974 esegue una mostra sull'olfatto alla galleria La Darsena di Milano (4000 aromi tratti da tutto il globo terrestre e altre composizioni aromatiche) di cui parlano il Corriere della Sera - 1974, Flash Art n. 54-55 - 1975, Arte 2000 n. 21 - gennaio/febbraio 1975, Opus International - 1975, Artitudes International n. 21-23 - 1975, Art Press n. 16 - febbraio 1975, Art in America - 1975, Art News - 1975, Tema Celeste n. 55 - inverno 1995.
Animali vivi in habitat da laboratorio scientifico con film professionali e da 16 mm, sulla crescita e movimento delle piante, Galleria Milan Art Center 1976.
Studi Biologici ed Ecosistemi del Territorio, Costa D'avorio 1977/ Senegal e zone limitrofe 1980 con filmati e raccolta di materiali biologico-organici/ Congo, Zaire, Kenya, Tanzania 1985/1986/1987.
Studi di Cibernetica presenti all'VIII Premio Joan Miró, Barcellona 1968/ IX Premio Joan Miró, Barcellona 1969/ X Premio Joan Miró, Barcellona 1970/ Premio internazionale Joan Miró, Girona 1971/ XII premio internazionale Joan Miró, Barcellona 1973/ XIII Premio Joan Miró, Barcellona 1974.
Esplorazioni stellari notturne in diversi siti astronomici, quale studioso di astronomia ed astrofisica. Esegue molteplici opere con simulazioni maths al computer, astrofotografie elettroniche con potente strumentazione elettronica (telescopi giganti ecc.).
Utilizzo di tecnologie Videotape, tra l'altro Videobelisco alla galleria L'Obelisco, Roma 1971.
Paesaggio Pugliese in onore di Rodolfo Valentino, Beverly Hills, Hollywood-Los Angeles 1991.
Mostra Internazionale di Scultura con esecuzione di un monumento rappresentato da un albero vero con circoscrizione osmotica di una scultura, Martano-Lecce 1992/93.
La Nuova Europa Padiglione Internazionale voluto dalla CEE e dal CNR per il centenario della Biennale Internazionale d’Arte - padiglione Zitelle-Giudecca (opere astronomiche e spaziali), Venezia 1995.
Invitato alla cinquantaquattresima Biennale Internazionale d'Arte di Venezia – Padiglione Italia – Puglia 2011.
Invitato come membro al Movimento Scientifico Internazionale Nuclear Science.

## Articoli e recensioni
- Domenico Cara, catalogo della personale alla galleria Montenapolene di Milano, 1966
- Luciano Inga Pin, catalogo della personale alla galleria Diagramma di Milano, 1967
- Le Arti n. 11, articolo in occasione della mostra al quotidiano Il Giorno, 1969
- Quotidiano Il Giorno, articolo in occasione della mostra nello stesso giornale, 1969
- Human Design, articoli su Valentini, 1969 e 1971
- L'Olfatto in Flash Art International n. 54-55, 1975; Arte 2000 n. 21 gennaio/febbraio, 1975; Opus International, 1975; Artitudes International n. 21-23, 1975; Art Press n. 16 febbraio, 1975; Art in America, 1975; Art News; 1975; Corriere della Sera, 1974
- Mito e simbolo della Tarantola, Giovanni Valentini nella rivista Natura Integrale diretta da Pierre Restany e Carmelo Strano, 1982
- De Natura Cyborg, Pierre Restany e Toti Carpentieri, catalogo della personale alla Galleria l'Osanna a Nardò (Lecce), 1991
- L'Arca, Carmelo Strano, articolo sulla rivista, 1992
- Arte della Natura e Natura dell'Arte - Un salentino approda in Giappone, Gino Anchora, Il quotidiano di Lecce, 09/05/1992
- Con un occhio solo, Lea Vergine nel sito http://www.caldarelli.it/fotografia/Valentini.htm e nel periodico L'Archivio, 1995
- Giovanni Valentini tra Arte e Scienza, Salvatore Luperto nel sito https://archive.is/20130218122152/http://www.arteprioritaria.it/Valentini/Critica.php
- Virbazioni cosmiche e fascinazioni terrestri, Eleonora Fiorani (Università Statale di Milano), catalogo della personale alla galleria Dieci.Due! di Milano, novembre 2012
- Giovanni Valentini, Ilderosa Laudisa, periodico Il Diogene (Lecce), maggio 1994